# Diploglossus pleii
Espèce
Diploglossus pleii est une espèce de sauriens de la famille des Diploglossidae.

## Répartition
Cette espèce est endémique de Porto Rico.

## Étymologie
Cette espèce est nommée en l'honneur d'Auguste Plée.

## Publication originale
- Duméril & Bibron, 1839 : Erpétologie Générale ou Histoire Naturelle Complète des Reptiles. vol. 5, Roret/Fain et Thunot, Paris, p. 1-871 (texte intégral).